# Engoulevent étoilé
Caprimulgus stellatus
Espèce
Statut de conservation UICN

 LC  : Préoccupation mineure
L'Engoulevent étoilé (Caprimulgus stellatus) est une espèce d'oiseaux de la famille des Caprimulgidae.

## Répartition
Cet oiseau vit en Éthiopie, au Kenya, en Somalie et au Soudan.